# Seseli krylovii
Seseli krylovii là một loài thực vật có hoa trong họ Hoa tán. Loài này được Pimenov & Sdobnina miêu tả khoa học đầu tiên.